# エーリヒ・コレンス (画家)

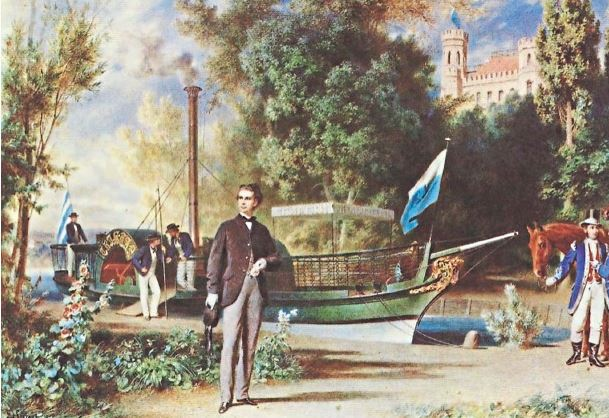
エーリッヒ・コレンス作、蒸気船とベルク城の前のルートヴィヒ2世

エーリッヒ・コレンス（Erich Correns、1821年3月3日 - 1877年6月14日）は、ドイツの画家である。風俗画や肖像画を描いた。

## 略歴
ケルンで生まれた。父親は裁判所の判事で、はじめボンやミュンヘン、ハイデルベルク、ケルンの大学で法律を学んだ。高校の美術教師に勧められて、画家、版画家のフランツ・エーフェルハルト・ボウレル（Franz Everhard Bourel）から絵や版画を学び、学生時代に仲間の学生の肖像画や集合肖像画を描いた。有名人の肖像画も描き、評判をとるようになった。ミュンヘンで画家のカール・ショルンやアウグスト・レフラー（August Löffler）、アンゼルム・フォイエルバッハ、カール・フォン・ピロティ、フェルディナント・ピロティや学者のフリードリヒ・ティールシュ（Friedrich Wilhelm Thiersch）と交流するようになった。油彩で、ミュンヘンの貴族や中産階級の有力者から注文を受けて肖像画を描き、名声を得て、1850年代と1860年代で最も人気のある肖像画家の一人となった。肖像画の他、風俗画や風景画、宗教画も描いた。
1877年にミュンヘンで亡くなった。弟子には、フランツ・ライフ（Franz Reiff: 1835-1902)やヴィルヘルム・マルク（1839-1907）、フランツ・マリア・インゲンマイ（Franz Maria Ingenmey: 1830-1878）らがいる。息子のカール・エーリヒ・コレンス（1864-1933）は有名な植物学者・遺伝学者になった。

## 作品

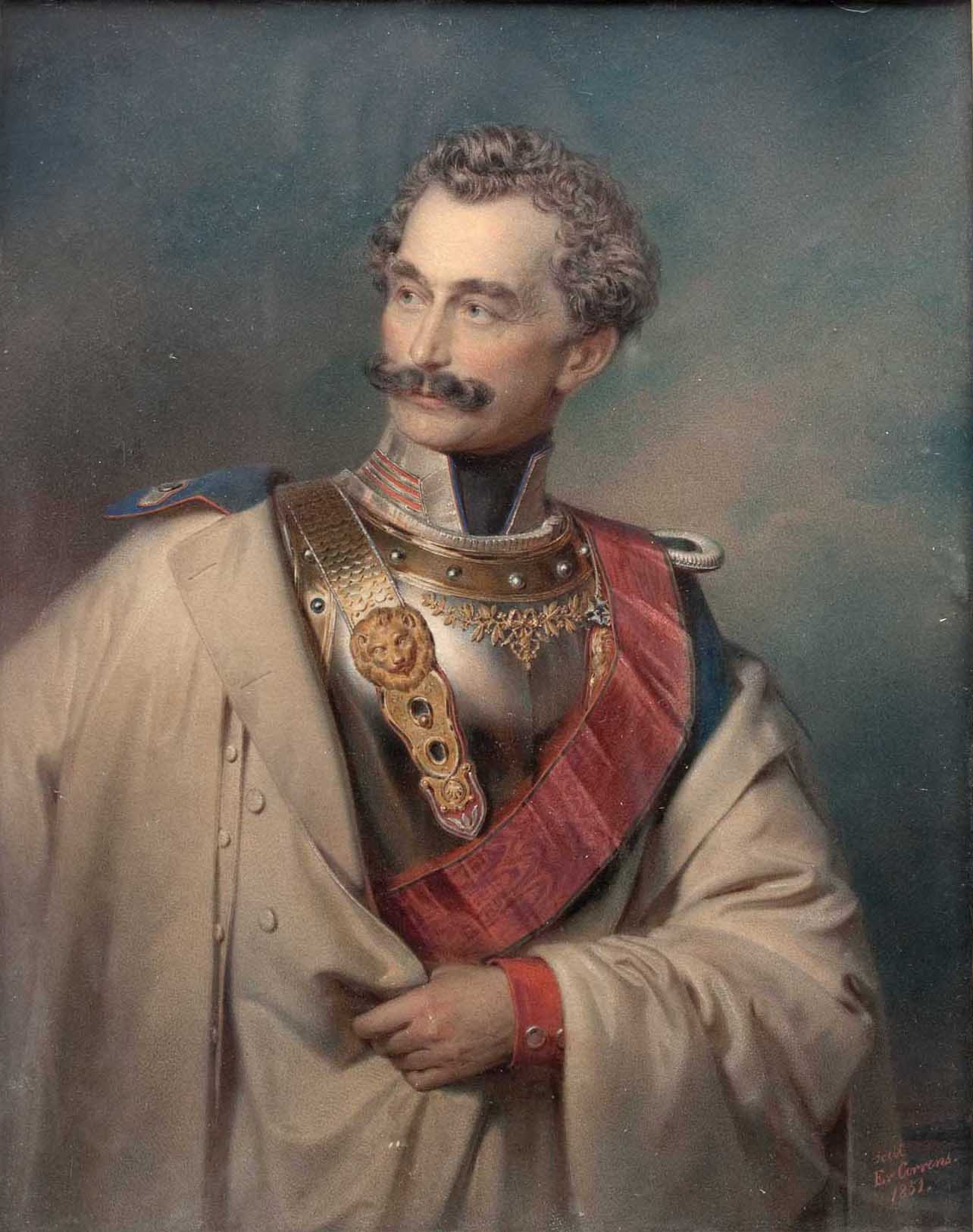
バイエルンの王族カール・フォン・バイエルンの肖像画 (1851)
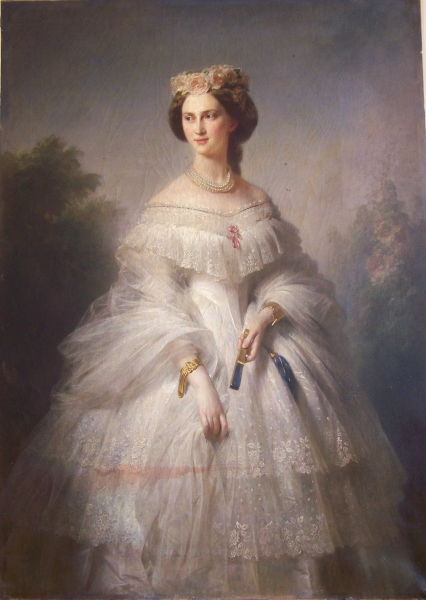
ロシア皇后アレクサンドラ・フョードロヴナ
Ernst Friedrich Zwirner（建築家）(1861)
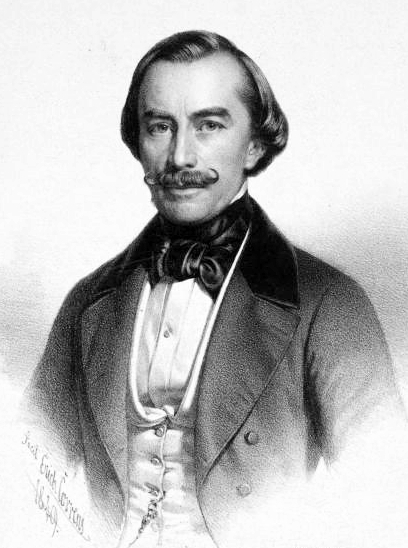
版画作品、Johann Petzmayer (音楽家）